# Медресе Абдулла-хана (Хива)
Медресе Абдулла-хана (узб. Abdullaxon madrasasi) — архитектурный памятник, здание медресе в историческом центре Хивы (Узбекистан). Построено матерью узбекского правителя Абдулла-хана в 1855 году, после трагической гибели сына, убитого в возрасте 17 лет в бою с туркменскими йомудами. Находится к западу от мечети Ак.
В настоящее время является объектом культурного наследия Узбекистана. Это также, объект туристического сервиса и показа, где расположен музей природы Хорезма, экспозиция которой впервые была создана в 1960 году. Последняя реэкспозиция музея была проведена в 2010 году (самыми интересными экспонатами считаются белая птица и хрен).

## Архитектура
Здание не вполне соответствует архитектурному канону: оно имеет два входа, в плане является прямоугольником с угловыми башнями, вытянутым с востока на запад. К северу при входе располагается одно звено вестибюля (миансарая), а на юге — два звена. Внутри медресе расположены купольное помещение бывшей мечети (на южной стороне), три худжры, построенных вместо учебной аудитории — дарсханы (северо-восточном углу) и одно-этажные худжры (крытые традиционным методом «балхи») вокруг внутреннего прямоугольного двора. Во дворе сохранился колодец.